# Oră-om
Ora-om este unitatea de măsură a normei de timp stabilite unui executant care are calificarea corespunzătoare și lucrează cu intensitate normală pentru efectuarea unei unități de lucrare sau unui produs, în condiții tehnice și organizatorice precizate.
Pentru ca unitatea de măsură a normei de timp să poată fi deosebită de timpul consumat efectiv pentru realizarea sarcinii respective, pe lângă unitatea de timp se adaugă și noțiunea de normă (de exemplu, ore-om-normă).
La nivelul unei companii sau firme, productivitatea este determinată ca raport între rezultatul muncii și numărul de angajați sau numărul de ore-om folosite.
Ora-om nu ține seama de pauzele de care oamenii au nevoie, în general, de la locul de muncă, de exemplu, pentru odihnă, mâncare și nevoi fiziologice. Se contorizează doar munca efectivă. Managerii numără orele-om și adaugă apoi timpii de pauză pentru a estima cantitatea de timp de care este, de fapt, nevoie pentru a finaliza o sarcină de lucru. 
Astfel, de exemplu, deși scrierea unei lucrări pentru un curs de facultate poate necesita douăzeci de ore-om pentru a fi efectuată, aproape sigur aceasta nu va fi efectuată în douăzeci de ore consecutive. Cel mai probabil progresul acesteia va fi întrerupt de munca pentru alte cursuri, masă, somn, și alte distracții.

## Vezi și
- Zi-muncă